# Адолф II (Шауенбург и Холщайн)
Адолф II фон Шауенбург и Холщайн (на немски: Adolf II von Schauenburg und Holstein; * 1128; † 6 юли 1164 близо до Демин, Предна Померания) е граф на Шауенбург, Холщайн и Щормарн (1130 – 1164) и основател на Любек.

## Биография
Той е син на Адолф I фон Шауенбург и Холщайн († 1130) и Хилдева.
След смъртта на баща му през 1130 г., той още дете, го наследява като едлер фон Шаумбург, господар на Шауенбург (1130 – 1164), граф на Холщайн (1130 – 1137, 1142 – 1164) и Щормарн под регентството на майка му Хилдева. Сестра му Мехтхилд (* 1126) се омъжва за граф Лудолф I фон Дасел.
Адолф II подкрепя християнския мисионер Вицелин (1090 – 1154). През 1143/1144 г. той основава Любек. През 1158 г. е принуден да отстъпи тези земи на Хайнрих Лъв. През 1159 г. той придружава император Фридрих Барбароса до Италия.
През 1164 г. участва в похода на Хайнрих Лъв против Ободритите, и пада убит на 6 юли 1164 г. в битката против славяните при Ферхен близо до Демин в Предна Померания. Той е балсамиран и погребан в Минден.

## Фамилия
Адолф II е женен за Мехтхилд († 1192) фон Шварцбург-Кефернбург, дъщеря на граф Зицо III фон Шварцбург-Кефернбург. Те имат само един син, Адолф III (* 1160; † 3 януари 1225), който наследява баща си като граф на Холщайн и Вагрия.